# 마르틴 달린
단 마르틴 나타니엘 달린(스웨덴어: Dan Martin Nathaniel Dahlin, 1968년 4월 16일~)은 스웨덴의 축구 선수이다.

## 어린 시절
우데발라에서 베네수엘라인 아버지와 스웨덴인 어머니 사이에서 태어났다. 어린 시절을 룬드에서 보냈다.

## 경력
1988년 흑인 선수로는 2번째로 스웨덴을 대표하였다. 그는 1994년 FIFA 월드컵에서 3위를 했던 스웨덴 팀의 선수로 뛰었으며, 총 4골을 득점하였다. 또한 스웨덴이 준결승전을 도달했던 UEFA 유로 1992에서도 참가하였다.
1993년 스웨덴 올해의 최우수 선수로 뽑히면서, 골든볼을 수상하였다.
그는 말뫼 FF, 보루시아 묀헨글라트바흐, AS 로마, 함부르거 SV, 블랙번 로버스 FC에서 활약하였으며, 그의 경력의 대부분을 보루시아 묀헨글라트바흐에서 뛰었고, 1995년 DFB-포칼에서 팀이 우승하는데 기여하였다.
1996년 중반에 AS 로마에서 블랙번 로버스로 옮긴 후, 1997-1998 시즌에서 21번 출전하면서 4개의 골을 득점하였다.
1998-1999 시즌에서는 훈련 도중 부상을 당한 이유로 5번의 경기밖에 출전하지 못하였다.

## 은퇴
함부르거 SV를 끝으로 은퇴한 후, 그의 동료 선수였던 로게르 융이 운영하는 장려 협회의 스포츠 중개인이 되었다.